# Star Trek: Deep Space Nine (5. évad)
A következőkben a Star Trek: Deep Space Nine televíziós filmsorozat ötödik évadának epizódlistája olvasható. 
|  | Alább a cselekmény részletei következnek! |

## Ötödik évad
| No.  | Cím | Eredeti cím                                  |
| ---- | --- | -------------------------------------------- |
| 99.  | Az apokalipszis közepén [2/2] | Apocalypse Rising                            |
| 99.  | Az Arkanis körüli tulajdonvitából kirobban föderációs-klingon háború meglehetős hevességgel zajlik, a Csillagflotta Főparancsnokság pedig úgy véli, nem lehet figyelmen kívül hagyni azt a lehetőséget, hogy Gowront valóban kicserélték egy Alapítóra. Ezért útnak indítják Siskót, Worfot, O'Brient és Odót, hogy próbálják meg leleplezni az alakváltót, amivel talán véget vethetnek egy értelmetlen háborúnak. A klingonnak álcázott csapatot a Dukat által lopott Ragadozómadár juttatja célba, ahol azonban már egyedül kell helytállniuk a klingonok között, elkerülni a lebukást, és kideríteni, valójában ki a Birodalom vezetésébe beépült Alapító. |                                              |
| 100. | A hajó | The Ship                                     |
| 100. | Az állomás személyzetének egy része ásványtani vizsgálatokat végez egy Gamma kvadránsbeli bolygón, ahol tanúi lesznek egy jem'hadar hadihajó lezuhanásának. Megvizsgálják a járművet, és úgy döntenek, nagy előnyére lenne a Csillagflottának, ha haza tudnák juttatni a lezuhant hajót, további vizsgálatok elvégzésére. Azonban hamarosan befut egy másik jem'hadar hajó is, mely megsemmisíti a csapat űrkompját, majd ostromgyűrűbe fogja a lezuhant jem'hadar hajót, amiben Siskoék menedéket keresnek. A jem'hadarokat, de főleg az őket vezető vortát nem is annyira a hajó, hanem inkább annak rakománya érdekli, mivel feltűnően igyekszenek kerülni a hajó közvetlen megtámadását. Sisko megpróbál tárgyalni velük, felajánlva a hajóért azt, ami a vortának kellene belőle, de az nem hajlandó megnevezni követelését. Ami nem is csoda, mert hamarosan kiderül, hogy a lezuhant hajón egy Alapító utazott, őt akarták volna kiszabadítani a jem'hadarok. Az utolsó pillanatig rejtőzködő alakváltó végül meghal, pedig Sisko kész lett volna minden további nélkül kiadni őt a vortának, ha előbb megtudja, hogy az mit is akar. |                                              |
| 101. | A szerelem sötét verem | Looking for par'Mach in All the Wrong Places |
| 101. | Váratlan vendég érkezik Quarkhoz az állomásra: Grilka, a klingon nő, akit annak idején rövid időre kénytelen volt feleségül venni. A nő azért jött, hogy Quark segítségét kérje megroggyant pénzügyi helyzetű Házának talpra állításához. A ferengi viszont – immár nem először – úgy érzi, akár szeretni is tudná ezt a kissé ellentmondásos nőt. Ezzel azonban nincs egyedül, ugyanis Worf, aki tanúja volt Grilka fedélzetre érkezésének, szintén élénken érdeklődik iránta; nem kis döbbenetére, Quark épp hozzá fordul tanácsért arra vonatkozóan, hogy hogyan hódíthatná meg egy klingon nő szívét. Worf végül, bár eleinte vonakodva, Dax közreműködésével segít Quarknak, és közben olyan közeli kapcsolatba kerül Jadziával, amire talán egyikük sem számított mindeddig. Zűrös párkapcsolatok azonban máshol is adódnak, az O'Brien család gyermekét kihordó Kira, és Miles minden erejükkel igyekeznek elfojtani a kissé felemás helyzet miatt mindkettejükben ébredező egymás iránti vonzalmat, egyelőre úgy tűnik, sikerrel. |                                              |
| 102. | Nem az erőseké a viadal | …Nor the Battle to the Strong                |
| 102. | Egy orvos-konferenciáról hazafelé tartva Bashir, és az őt újságírói minőségben elkísérő Jake Sisko segélykérést fognak egy klingonok támadása alatt álló Föderációs kolóniáról. Megérkezve szinte azonnal az események sűrűjében találják magukat, Bashir igyekszik segíteni a túlterhelt orvosi személyzetnek, és végül Jake-et is befogják. Valamivel később a menedék áramforrását a klingonok megrongálják, ezért Bashir és Jake megpróbálja elhozni a hajójukról a tartalék energiaforrást. Az odafelé úton megtámadják őket, és Jake pánikba esve elmenekül, nem törődve Bashirral. Hosszas bolyongás után, melynek során találkozik egy súlyosan sebesült katonával, aki a szeme láttára hal meg, visszatalál a búvóhelyhez, ahol megtudja, hogy Bashir, bár megsérült, mégis eljuttatta a generátort a szükségkórházhoz. Jake-et gyávasága miatt lelkiismeret-furdalás gyötri, pedig a neheze még hátravan: a kórházat hamarosan klingonok támadják meg, és ő megint rettegve próbál menekülni a borzalmak elől, ám kétségbeesése végül olyan tettre sarkallja, mellyel akaratán kívül megmenti a kórház személyzetének jó részét. |                                              |
| 103. | Különműszak | The Assignment                               |
| 103. | O'Brien már alig várja, hogy felesége visszatérjen egy bajori kirándulásról. Keiko azonban ijesztő meglepetést szerez neki, pontosabban nem is ő, hanem egy lény, ami a jelek szerint a Tűzbarlangokban vette birtokába Keiko testét. A lény azzal fenyegetve Milest, hogy kárt tesz Keikóban, ha nem engedelmeskedik neki. Ráveszi a főmérnököt, hogy végezzen el bizonyos átalakításokat az állomás rendszereiben. O'Brien, bár szorítja a határidő, közben azért kétségbeesetten igyekszik magyarázatot találni az eseményekre, és végül kideríti, hogy Keikót egy pagh-démon nevű teremtmény szállta meg, ami a bajori mitológia szerint a féreglyukban élő Próféták halálos ellensége. És nagyon úgy tűnik, hogy a pagh-démonok most végre elérkezettnek látták az időt a cselekvésre: O'Brient és az átalakított állomást akarják felhasználni a Próféták elpusztítására. |                                              |
| 104. | Klingonok, kémek és más szörnyüségek | Trials and Tribble-ations                    |
| 104. | Sisko igen kellemetlen vendégeket kap: az Időrendészeti Osztály két ügynökét, akik egy különös ügyben folytatnak vizsgálatot. Történt ugyanis, hogy miközben a Defianttel az Idő Hordozóját, valamint egy, a klingon-kardassziai háború során ott rekedt földi férfit szállították haza Bajorra Cardassiáról, az utasuk működésbe hozva az Idő Hordozóját, visszajuttatta a hajót abba az időbe, mikor a Föderáció még gyerekcipőben járt, a klingonok voltak a Csillagflotta legádázabb ellenségei, és a flotta legismertebb kapitánya egy bizonyos James T. Kirk volt. A fedélzetre vett férfi célja is ő, ugyanis kiderül, hogy az illető egy egykori klingon kém, akit Kirk lebuktatott, és ezzel derékba törte a pályafutását. Az egykori kém most visszautazva az időben megpróbál merényletet elkövetni Kirk ellen, hogy ezáltal rendbe hozhassa saját sorsát, a Defiant legénységének pedig meg kell ezt akadályoznia. Ám a huszonnegyedik század Csillagflottájának viszonyaihoz szokott tiszteknek nem kevés odafigyelésébe és erőfeszítésébe kerül, hogy saját maguk felfedése nélkül megakadályozzák a történelem megváltoztatását. |                                              |
| 105. | A bűnök mocsara | Let He Who is Without Sin…                   |
| 105. | Daxnak nagy nehezen sikerül rávennie Worfot, hogy töltsenek együtt néhány napot Risán. A klingon eleve nem örül a dolognak, ám mikor Bashir és Leeta is csatlakoznak hozzájuk az utazás idejére, majd az indulás előtti pillanatban Quark is színre lép, a klingon vigasztalhatatlanná válik. Az már végképp nem javít a helyzeten, hogy megérkezve Dax hamarosan összefut egy régi barátjával, helyesebben Curzon utolsó nagy szerelmével. Worf azonban hamarosan tudomást szerez a bolygón működő, Új Esszencialisták elnevezésű mozgalomról, melynek vezetője azt hirdeti, hogy a Föderáció polgárai túlságosan elpuhultak, és kiszolgáltatottak egy esetleges, a Föderáció elleni támadásnak. A klingon szimpatizálni kezd az elveikkel, és jóhiszeműen segít nekik egy kis demonstráció megszervezésében, ám az események hamarosan kicsúsznak a kezéből, és végül bűntudattól vezérelve Dax segítségével igyekszik rendbe hozni a dolgokat. |                                              |
| 106. | A múlt árnyai | Things Past                                  |
| 106. | Az űrkomp, amivel Sisko, Dax, Odo és Garak egy konferenciáról hazafelé tartanak, az állomás közelébe érve nem válaszol a hívásra. Hamarosan kiderül, hogy utasai kómaszerű állapotban vannak, s az okra még doktor Bashir sem tud fényt deríteni. Pedig Sisko és társai számára úgy tűnik, nagyon is ébren vannak, ráadásul nem is akárhol: Terok Nor-on, hét évvel a kardassziai megszállás vége előtt. Odo szinte kezdettől fogva idegesnek tűnik, és Garaknak, vagy főleg a birtokában levő titkos kardassziai kódoknak köszönhetően hamarosan kiderül, miért: azokat a bajoriakat, akiknek a személyiségét felvették, hamarosan halálra ítélik, és kivégzik majd egy, Gul Dukat ellen elkövetett merénylet miatt. Azonban valami mégsem stimmel teljesen: ebben az időben már Odonak kellene az állomás biztonsági főnökének lennie, az egykori alakváltó pedig igyekszik kitérni az eseményekre vonatkozó kérdések elől. |                                              |
| 107. | Hegymászás | The Ascent                                   |
| 107. | Végre beteljesült Odo régi álma: bíróság elé állíthatja Quarkot. A felügyelő személyesen akarja eljuttatni a ferengit a tárgyalás helyszínére, ám útközben kiderül, hogy az űrkompjukon bombát helyeztek el. A hajó megsemmisülését sikerül megakadályozniuk, ám az űrkomp olyan súlyosan károsodik, hogy kényszerleszállást kell végrehajtaniuk. Egy barátságtalan, mérgező flórájú, hideg világra érkeznek, és a baj nem jár egyedül: a replikátor tönkrement, az élelmiszertartalék megsemmisült, hajó szubtéri rádiójának erősítője meghibásodott, így a bolygó felszínéről a légkör miatt nem használható. A párosnak egyetlen esélye van a menekülésre, mégpedig az, ha sikerül felcipelniük a szubtéri adót egy elég magas hegycsúcsra, hogy onnan próbáljanak vészjelzést küldeni. Odo és Quark azonban mintha még akkor sem tudnának megbékélni egymással, mikor az életük múlik rajta, ám végül kiderül, hogy ez csak a látszat. |                                              |
| 108. | Bűvölet | Rapture                                      |
| 108. | Az állomás mozgalmas napoknak néz elébe, a Föderációs Tanács ugyanis végül elfogadta Bajor felvételi kérelmét, és az esemény bejelentésére, valamint a szerződés aláírására a Deep Space Nine-on kerül sor. Sisko eközben egy, a Bajor felé tartó ősi festmény hatására megszállottan keresni kezdi B'Halát, a bajoriak legendás Elsüllyedt Városát. Miközben ezen dolgozik egy rekonstrukciós programmal az egyik holoszobában, megmagyarázhatatlan eredetű energia-kisülés éri, minek következtében látomásai támadnak, melyek végül, az időközben a büntetését letöltve az állomásra visszatért Kasidy Yates társaságában, elvezetik B'Hala romjaihoz. A látomásokat okozó kisülésnek azonban más következményei is voltak: a kapitány idegrendszerének állapota rohamosan romlik, ám ennek ellenére a kapitány azonban nem egyezik bele, hogy Bashir elvégezze rajta az életmentő műtétet. Sisko – látomásaitól vezetve – Küldöttként megtiltja a szerződés aláírását a bajoriaknak, azt hangoztatva, hogy az a pusztulásukat jelenti. Amikor Sisko eszméletét veszti, Bashir Jake engedélyét kéri a műtét végrehajtására, amibe a fiú bele is egyezik. A kapitány pedig, a sikeres műtét utáni altatásból felébredve kétségbeesetten állapítja meg, hogy a válaszok, amelyeket már majdnem megismert Bajor és saját jövője sorsát illetően, elvesztek, talán mindörökre. |                                              |
| 109. | Sötétség és fény | The Darkness and the Light                   |
| 109. | A terhesség utolsó szakaszába lépő Kirának hirtelen eggyel több gondja támad, mint szüksége volna rá: valaki módszeresen elkezdi megölni az egykori Shakaar ellenállási sejt tagjait, és Kira minden alkalommal kap egy rövid üzenetet a tettestől. Az őrnagy megpróbálja figyelmeztetni egykori szabadságharcos társait, de azokat egymás után éri utol a vég. Végül Kira úgy dönt, saját maga indul a gyilkos felkutatására, ám mikor rábukkan, úgy tűnik, ezzel csak a Shakaar-tagokra vadászó kardassziai dolgát könnyítette meg, aki a jelek szerint kimondottan számított is erre a lépésre. |                                              |
| 110. | Az elsőszülött | The Begotten                                 |
| 110. | Quark váratlan 'ajándékkal' kedveskedik Odónak: egy alakváltó-gyerekkel, akiről kiderül, hogy beteg. Bashirnak sikerül meggyógyítania, Odo pedig hozzálát, hogy elindítsa a lényt az alakváltás képességéhez vezető rögös úton. Feltett szándéka, hogy merőben más módszerekkel próbálkozik, mint az őt felnevelő dr. Mora. Ezért, amikor a bajori tudós egyszer csak felbukkan az állomáson, és felajánlja segítségét, Odo ettől mereven elzárkózik. Egy idő után a Csillagflotta sürgetni kezdi az alakváltógyerekkel kapcsolatos eredményeket, így Odónak végül el kell fogadnia Mora segítségét a folyamat meggyorsítása érdekében és a közös munka során számos dolgot tudnak meg egymásról. Sajnos hamarosan kiderül, hogy Bashirnak mégsem sikerült teljes mértékben stabilizálnia az alakváltógyerek állapotát, és az a halálán van. Az utolsó pillanatban egyesül Odo humanoid formába rögzített testével, és a felügyelő ettől, legnagyobb döbbenetére visszakapja az alakváltás képességét. Mindeközben megkezdődik Kira vajúdása, ám az utolsó pillanatban Bajorról befutó Shakaar és O'Brien viszálykodása nem könnyíti meg különösebben a dolgát. |                                              |
| 111. | Piszkos kis trükkök | For the Uniform                              |
| 111. | Bár már hosszú hónapok teltek el a fiaskó óta, Sisko még mindig nagy erőkkel nyomoz Eddington, a Maquishoz dezertált egykori biztonsági főnök után. Úgy tűnik, végül sikerül a nyomára bukkannia, ám Eddington egy annak idején hátrahagyott vírussal üzemképtelenné teszi az őket üldöző Defiant rendszerét, és újból sikerül elmenekülnie. A sorozatos kudarcok miatt Sisko helyett egy másik kapitányt küldenek Eddington nyomába. A Maquis vezér közben biológiai fegyverekkel kezdi támadni a kardassziai Semleges Zónában levő kardassziai településeket, majd sikerül harcképtelenné tennie az utána küldött Csillagflotta-hajót is. Sisko ezt már nem nézheti tétlenül, újra Eddington nyomába ered az épphogy csak működő Defianttal, és megkezdődik a nem túl eredményes hajsza a Semleges Zónában. Eddingtonnak újra meg újra sikerül kisiklania Sisko markából egy-egy ügyes trükkel. Sisko kapitány úgy látja, a Maquis vezért csak a saját módszereivel lehet legyőzni, ezért keményen visszavág, és lakhatatlanná tesz egy Maquis kolóniával rendelkező bolygót, majd megfenyegeti Eddingtont, hogy ha rajta múlik, az összes Maquis kolónia hasonló sorsra jut a Semleges Zóna területén. Eddintgonnak erre már nincs kibúvója, kénytelen megadni magát a nagyon elszántnak tűnő Siskónak. |                                              |
| 112. | A tisztítótűz árnyékában [2/1] | In Purgatory's Shadow                        |
| 112. | Kódolt üzenet éri el az állomást a Gamma kvadránsból, és Garak a kódolás módjából rájön, hogy azt a Domínium anyabolygó elleni Tal Shiar-Obszidián Rend támadást vezető Tain, egykori mentora küldte. A kardassziai a megmentésére indulna, ám ez sem Siskonak, sem Ziyalnak (aki az utóbbi időben egyre közelebb került Garakhoz) nem tetszik. A kapitány végül mégis beleegyezik, így Garak és Worf útnak indulnak a jel forrása felé. Szándékaik ellenére jem'hadar fogságba esnek, és egy fogolytáborban kötnek ki, ahol azonban megtalálják Taint, az igazi Martok tábornokot, és legnagyobb meglepetésükre dr. Bashirt, aki egy ideje szintén a tábor vendégszeretetét élvezi, és helyette az állomáson egy alakváltó tevékenykedik. Odahaza is felgyorsulnak az események, ugyanis a féreglyuk Gamma Kvadráns felőli oldalának közelébe telepített megfigyelőszondák sorra némulnak el, a Domínium a jelek szerint támadásba lendült. Mivel más esélyt nem látnak, Sisko úgy dönt, le kell zárniuk a féreglyukat, hogy a Domínium flotta ne léphessen az Alfa kvadránsba. Az akciót azonban szabotázs hiúsítja meg, és a hamarosan megnyíló féreglyukból jem'hadar hajók tucatjai özönlenek elő. |                                              |
| 113. | A pokol tornácán [2/2] | By Inferno's Light                           |
| 113. | Az Alfa kvadránsba özönlő Domínium flotta a legénység legnagyobb meglepetésére nem támadja meg az állomást, hanem Kardasszia területe felé fordul. Hamarosan az okra is fény derül: Kardasszia hivatalosan csatlakozott a Domíniumhoz, így ettől kezdve annak védelmét élvezi. A Gamma kvadránsbeli jem'hadar fogolytáborban Garak és társai eközben szökésre készülnek: az időközben meghalt Tain által készített adóberendezés segítségével próbálnak kapcsolatba lépni Worf és Garak űrkompjával. Worfnak közben egyéb elfoglaltsága is van, ugyanis naponta meg kell küzdenie egy-egy kiválasztott jem'hadarral, a többiek okulására. Az Alfa Kvadránsban Kardasszia új szövetségesei munkához látnak, minek következtében az állomása térsége hamarosan a megszállt területekről kiűzött klingon hajókkal telik meg. Ami azt illeti, ez még jól is jöhet, tekintve, hogy Dukat kijelenti, vissza fogja szerezni az állomást, mint ahogy minden mást, ami egykor Kardasszia tulajdona volt. A Csillagflottának sikerül felélesztenie a klingonokkal kötött Khitomer-szerződést, és hamarosan tekintélyes flotta gyűlik össze az állomás körül, amihez az utolsó pillanatban a romulanok is csatlakoznak. A Domínium flotta megindulni látszik a kardassziai területről, az Alfa kvadráns legnagyobb hatalmainak összevont flottája pedig felkészülten várja őket az állomás körül. Azt egyelőre nem sejtik, hogy a Bashir helyébe lépve ténykedő Alapító pontosan erre számított, és egy különleges robbanótöltettel nóvává akarja változtatni Bajor napját, ami így egyszerre pusztítaná el az állomást, és az összevont flottát. Azonban a fogolytáborból végül sikeresen megszökő Garak és társai még épp időben figyelmeztetik az állomás személyzetét, és a Defiantnak sikerül elfognia a bombával a nap felé tartó Alapítót. A flotta és az állomás így megmenekül, ám a kardassziaiaknak köszönhetően a Domínium alaposan megvetette lábát az Alfa kvadránsban, és a háború immár elkerülhetetlennek látszik. |                                              |
| 114. | Doktor Bashirhez van szerencsém? | Doctor Bashir, I Presume                     |
| 114. | Dr. Bashirnak egyedülálló lehetőséget ajánl fel egy bizonyos dr. Zimmerman, a Vészhelyzeti Orvosi Hologram kidolgozója, ugyanis Bashirt szeretné megszerezni az új, továbbfejlesztett program alapmodelljéül. Bashirnak nincs különösebb ellenvetése, egészen addig, míg meg nem tudja, hogy Zimmerman találkozni akar a szüleivel is, a pszichológiai profiljának elkészítéséhez. Zimmermannak munka közben egyéb dolgokra is jut ideje, és miután látta őt a bárban, hamarosan meg is környékezi Leetát, Rom legnagyobb bánatára, aki épp mostanában tervezi, hogy végre elmondja a vonzó, és Bashir után immár szabaddá vált dabo-lánynak, hogy mit érez iránta. Zimmerman mesterkedésének köszönhetően, Bashir tiltakozása ellenére a doktor szülei hamarosan megérkeznek, és egy félreértés miatt kitudódik, hogy Bashir gyermekkorában titkolt DNS-átrendezésen esett át, ami a Föderáció törvényei szerint (az egykori eugenikus háborúk miatt) súlyos bűnnek számít. Bashir kész önként lemondani tisztségéről, ám apja, akivel egyébként nagyon rossz viszonyban vannak, végül vállalja a felelősséget, és a börtönt az ügy miatt, így Bashir a helyén maradhat. Leeta, aki szintén vonzódik Romhoz, ám nem tudja mire vélni a ferenginek a visszautasítástól való félelméből adódó elutasítónak tűnő viselkedését, úgy dönt, elfogadja Zimmerman ajánlatát, ám mikor Rom az utolsó pillanatban összeszedi magát, és színt vall, végül mégis a ferengi mellett dönt. |                                              |
| 115. | A nyomozás | A Simple Investigation                       |
| 115. | Alig valamivel azután, hogy Odo futó ismeretségbe kerül egy vonzó nővel Quark bárjában, újra összefutnak, csak a nő, Arissa, ezúttal letartóztatásban van. Mint kiderül, azért próbált betörni az állomás számítógépébe, hogy megkeressen egy férfit, akinek az állomáson kellene lennie, és aki információkat hozott neki tizenöt éve eltűnt lányáról. A keresett férfiről azonban kiderül, hogy meggyilkolták, és Arissa végül bevallja, miről van szó valójában: a futár egy adatmodult akart átadni neki, hogy az abban tárolt adatok segítségével kiléphessen a rettegett Orion Szindikátusból. Odo védőőrizetbe helyezteti, és miközben igyekszik megtalálni a valószínűleg még mindig az állomáson tartózkodó bérgyilkosokat, lassan, de biztosan beleszeret. Arissa azonban a maga útját járja, megpróbál megegyezni a bűnszövetkezet egyik fejével, nem is sejtve, hogy csapdába sétál. Odo eközben megdöbbentő hírek birtokába jut: Arissa nem az, akinek hiszi magát: a nő egy titkosügynök, akinek törölték eredeti személyiségét, és két évvel ezelőtt bejuttatták a Szindikátusba, hogy információt gyűjtve lebuktathassák a bűnszövetkezet tagjait. A felügyelőnek és Arissa ügynöktársának sikerül megmentenie a nőt a rá vadászó bérgyilkosoktól, ám az új fordulatnak köszönhetően a románcnak természetesen nem lehet folytatása, főleg, hogy 'Arissa' eredeti személyisége férjnél van. |                                              |
| 116. | Az üzlet az üzlet | Business as Usual                            |
| 116. | A pénzügyi gondokkal küzdő Quark örömmel fogadja el az állomásra érkező unokatestvére, Gaila arra vonatkozó ajánlatát, hogy társuljon be mellé a fegyverüzletbe. Eleinte jól megy a bolt, Gaila és Hagath kiegyenlítik Quark tartozásait, ám a ferengire az állomáson élők, főként a Csillagflotta tagjai egyre ferdébb szemmel néznek kétes üzelmei miatt – azonban mivel arról idejekorán gondoskodtak, hogy minden törvényesen történjen, semmit sem tehetnek a ferengik ellen. Quarkot azonban egy idő után gyötörni kezdi lelkiismerete, főleg, mikor egy egész bolygó lakosságának kipusztításához elegendő biológiai fegyvert kellene leszállítania, ezért úgy dönt, kijátssza egymás ellen a szemben álló feleket, hogy az üzletre végül ne kerülhessen sor. |                                              |
| 117. | Halálos beteg | Ties of Blood and Water                      |
| 117. | Kira számára kedves ismerős érkezik az állomásra, ami azért lehet meglepő, mert egy kardassziairól van szó, Tekeny Ghemorról, a kardassziai disszidens-mozgalom Bajorra menekült vezetőjéről, akinek lánya szerepét Kira egy időre kénytelen volt magára ölteni. Ghemor azonban okkal jött az állomásra: haldoklik, és kardassziai szokás szerint szeretné családjára, azaz jelen esetben Kirára hagyni titkait, hogy az felhasználhassa őket a család ellenségeivel szemben. Mivel ezen ellenségek között Gul Dukat, a kardassziai kormány új vezetője is szerepel, nem meglepő, hogy Dukat és Weyoun hamarosan megjelennek az állomáson, hogy megpróbálják magukkal vinni, vagy ha nem lehet, időben elhallgattatni Ghemort. Egy időre sikerül is ellene fordítaniuk Kirát, akinek fájdalmas emlék is nyomja a lelkét: nem volt jelen apja halálakor, pedig csak az ő döntésén múlott a dolog. Az őrnagy azonban végül megbékél, és Ghemor mellett marad a kardassziai életének utolsó óráiban. |                                              |
| 118. | Szerelem ferengi módra | Ferengi Love Songs                           |
| 118. | A teljesen kiborult Quark végső elkeseredésében hazautazik az anyjához Ferenginarra. Ám az őt érő csapások ettől még nem szűnnek meg, ugyanis otthon azt kell megtudnia, hogy anyja és Zek, a Nagy Nagus egymásba habarodtak. Ráadásul ádáz ellensége, Brunt is felkeresi, és felajánlja neki, hogy visszaadja a bevont kereskedelmi engedélyét, ha elválasztja egymástól Zeket és Ishkát. Quark rááll a dologra, és sikerrel is jár, ám ennek nem várt következményei lesznek. Anyja búskomorságba süllyed, a ferengi pénzpiac pedig zuhanórepülésbe kezd. Az okra is fény derül, mikor Zek kinevezi Quarkot pénzügyi tanácsadójának: a koros Nagus igencsak feledékeny már, és valójában Ishka hozta helyette az üzleti döntéseket, ami kapcsolatuk megszakítása miatt a továbbiakban lehetetlenné vált. Amikor aztán az is kiderül, hogy Brunt mindezt jól tudta, és azért szervezte meg az egészet, hogy ő léphessen a sikertelensége miatt minden bizonnyal nemsokára leváltott Zek helyébe, Quark újra akcióba lép, és sikerül visszarendeznie a dolgokat kiindulási állapotba, sőt, még a kereskedelmi engedélyét is sikerül visszaszereznie. Mindeközben az állomáson Romnak is megszaporodnak a gondjai, ugyanis mikor ferengi szokás szerint vagyonlemondó nyilatkozatot akar aláíratni Leetával, akivel összeházasodni készül, a nő annyira megharagszik rá, hogy még az esküvőt is visszamondja, hacsak Rom nem gondolja meg magát sürgősen. |                                              |
| 119. | A Birodalom katonái | Soldiers of the Empire                       |
| 119. | Martok, mikor egy eltűnt klingon cirkáló felkutatása érdekében egy Ragadozómadár irányítását bízzák rá, felkéri Worfot, hogy legyen az első tisztje. Worf elfogadja a felkérést, ám nem ő lesz az egyetlen Csillagflotta-tiszt Martok hajóján, ugyanis nem kis meglepetésére és bosszúságára az utolsó pillanatban Dax is csatlakozik hozzá. A kutatóexpedíció megkezdődik, és hamar kiderül, hogy valami nincs rendben sem a hajó legénységével, sem Martokkal. A legénység kedvetlen, és lázadozik, mert az elmúlt hónapokban csupa kudarc érte őket, Martok pedig mintha minden erővel igyekezne elkerülni az esetleges összetűzést az ellenséggel. Végül megtalálják a cirkálót, ám mivel az átsodródott kardassziai területre, Martok nem akarja megkockáztatni a mentést. A felgyülemlett feszültség kirobban, és Worf végül nem tehet mást, klingon szokás szerint élet-halál párbajra kell kihívnia a kapitányi posztra alkalmatlannak bizonyult Martokot. Végül mégis hagyja győzni a tábornokot, aki felismerve szándékát, nem öli meg, ellenben összeszedi magát, és klingonhoz méltó, sikeres csatába vezeti a hajóját. |                                              |
| 120. | Az idő gyermekei | Children of Time                             |
| 120. | A Gamma kvadránsból hazatérő Defiant Dax kérésre kis kitérőt tesz, hogy megvizsgálhassanak egy bolygót, amit különös energiaburok vesz körül. A vizsgálódás azonban rosszul sül el, a Defiant a burkon való áthaladás közben károkat szenved, melyek kijavítása időt vesz igénybe, Kira őrnagyot pedig olyan idegrendszeri károsodás éri, ami megfelelő kezelés nélkül a halálát fogja okozni. A legénység nagy meglepetésére a bolygóról hívás fut be, és a felszínre látogató felderítőosztag döbbenetes dologról értesül: a bolygót a Defiant legénységének leszármazottjai népesítik be, a hajó ugyanis egy időanomália következtében hamarosan kétszáz évnyire lökődik vissza a múltba, és lezuhan a bolygón. A legénység választás előtt áll: vagy megkísérlik elkerülni az anomáliát, hogy hazajussanak, és megmenthessék Kira életét, ám ezzel a bolygó mintegy nyolcezer lakója megszűnik létezni; vagy itt maradnak, hogy bekövetkezhessen a baleset, ám az Kira halálát, és a saját sorsuk drasztikus megváltozását jelenti. A végső döntést Sisko hozza, a kapitány a hazatérés mellett határoz. Ám ahogy ő és a legénység látja az utolsó napjukat is szorgos munkával töltő telepeseket, sőt, ők maguk is csatlakoznak hozzájuk, végül egyhangúlag úgy döntenek, mégis hagyják bekövetkezni a balesetet. Ezután az események váratlan fordulatot vesznek, ugyanis az automata vezérlésre állított Defiant végül mégsem találkozik az időanomáliával, mert a bolygóról korábban fellátogatott Odo átprogramozta, azért, hogy adhasson egy esélyt jelenkori énjének arra, hogy végre beteljesedhessen a Kira iránt érzett szerelme. |                                              |
| 121. | Dicső halál | Blaze of Glory                               |
| 121. | Egy klingon hajó kódolt üzenetet fog a Badlands felől, amiről kiderül, hogy a Maquistól származik, és az áll benne, hogy a Maquis-k valamiféle rakétákat lőttek ki Kardasszia felé. Rövid vizsgálódás után úgy tűnik, a veszély valós: a Maquis álcázókat kapott a klingonoktól, hogy segítsék őket a kardassziaiak elleni harcukban, és ez, a Maquis által egyéb helyekről begyűjtött pusztító eszközökkel együtt komoly fegyverré tehető. A Föderáció úgy véli, ha az álcázott rakéták elérik Kardassziát, a Domínium bosszúból mindent elsöprő ellentámadást fog indítani az Alfa kvadráns népei ellen. Sisko csak egy kiutat lát: felkeresni, és együttműködésre bírni az üzenet címzettjét, a nemrégiben elfogott és bebörtönzött Michael Eddingtont. A terv első részével semmi gond, ellenben Siskonak komoly fáradságába kerül rávenni Eddingtont a Badlands felé tartó űrkompban, hogy vezesse el őt a rakéták kilövési helyére, ahonnan egy leállító kóddal hatástalanítani lehetne a fegyvereket. Eddington végül rááll a dologra, és közös erőfeszítéssel sikerül elérniük az indítóállásnak otthont adó bolygót. Ott azonban jem'hadarokat találnak, majd miután átverekedték magukat néhányukon, néhány Maquis-tagot, köztük Eddington feleségét. A kapitány ekkor tudja meg, hogy a rakéták soha nem léteztek, az állítólagos fenyegetéssel a Maquis-k azt akarták elérni, hogy Eddington kiszabadulhasson, és mentőexpedíciót indíthasson a Domínium által időközben gyakorlatilag felszámolt Maquis utolsó életben levő tagjaiért. A visszavonulás során Eddington életét veszti, Sisko pedig kénytelen beismerni, hogy van valami tiszteletre méltó abban, ahogy a Maquis az utolsó pillanatig küzdött eszméik megvalósításáért. |                                              |
| 122. | Empok Nor | Empok Nor                                    |
| 122. | Mikor O'Brien kezd kifogyni az állomás javításához szükséges tartalék alkatrészekből, mentőötlete támad: azt javasolja, hogy indítsanak egy csapatot a Deep Space Nine egykori testvér-űrállomásához, az Empok Norhoz, amit a kardassziaiak egy jó éve hagytak el. Sisko beleegyezik, és mivel a kardassziaiaknak szokása, hogy csapdákat hagynak hátra elhagyni kényszerült tulajdonukon, úgy döntenek, jó, ha Garak is az O'Brien vezette csapattal tart. Sikeresen megtalálják az állomást, bejutniuk is sikerül, ám hamarosan kiderül, Empok Nor mégsem annyira elhagyatott, mint azt remélték. Érkezésük ugyanis felébresztett két sztázisban hátrahagyott kardassziai katonát, akik elkezdik levadászni az alkatrészbeszerző osztag tagjait, és idegengyűlöletüket egy kísérleti harci drog is erősíti. Garak is érintkezésbe kerül az anyaggal, és O'Brien egyszer csak arra eszmél, hogy élethalálharcot vív azzal a kardassziaival, akit éppen ő hozott magával a küldetés végrehajtásának megkönnyítésére. |                                              |
| 123. | A baseball-kártya | In The Cards                                 |
| 123. | A Domínium egyre növekvő fenyegetése miatt mélypontra zuhant a hangulat az állomáson. Jake-et is nagyon zavarja, hogy apja egész nap gondterhelten, boldogtalan ábrázattal jár-kel, valahogyan szeretné felvidítani. A sors kegyes lesz hozzá, Quark ugyanis épp árverést rendez, ahol többek között egy huszadik század közepi baseball-kártya is kalapács alá kerül. Jake, és Nog, aki a szükséges alaptőkét 'kölcsönzi' a tranzakcióhoz, megpróbálják megszerezni a kártyát, de egy fölöttébb fura alak többszörösen rájuk licitál, és elviszi előlük a tökéletesnek tűnő ajándékot Sisko kapitány számára. Jake nem hagyja annyiban a dolgot, további tárgyalásokat kezdeményez a Giger nevű, kissé lököttnek tűnő férfival, aki az örök élet titkát kutatja, állítólag sikerrel. Megállapodás születik, hogy Giger hajlandó átadni a kártyát, ha Jake megszerez neki ezt-azt 'sejtfiatalító készüléke' befejezéséhez. Jake és Nog munkához látnak, és sikerül mindent beszerezniük. Giger azonban a szállítmány átvételére eltűnik, és az is hamarosan kiderül, hová. Weyoun ugyanis, aki azért érkezett az állomásra, hogy megnemtámadási egyezményt javasoljon a Domínium nevében a Bajornak, gyanakodva figyelte Jake és Nog céltudatos ténykedését, és azt gondolva, ők és Giger valami titkos akciót készítenek elő, szépen lekapcsoltatja mindhármukat. A helyzet azonban végül tisztázódik, Weyoun elengedi a fiúkat, Sisko megkapja a baseball-kártyát, a Föderáció azonban a jelek szerint hamarosan elveszti majd Bajort, mert úgy tűnik, ha nem írják alá az egyezményt a Domíniumnal, Bajor lesz az első bolygó, ami elpusztul a küszöbön álló háborúban. |                                              |
| 124. | Fegyverbe! | A Call To Arms                               |
| 124. | Mikor a Föderáció hírt kap arról, hogy a Domínium a romulanokkal is megnemtámadási szerződést kötött, a jem'hadar hajók pedig továbbra is heti rendszerességgel érkeznek a Gamma kvadránsból, úgy dönt, ideje lépni. Sisko kapitány és csapata parancsot kap a féreglyuk lezárására, erre a célra egy különleges aknákból álló aknamezőt kezdenek telepíteni. A Domínium Alfa kvadránsbeli képviselője, Weyoun azonnal reagál, és tájékoztatja Siskot: amennyiben nem hagynak fel az aknazár telepítésével, kitör a háború. Mivel az aknák természetesen nem kerülhetnek eltávolításra, Sisko arra kéri a bajori kormányt, hogy kössék meg a megnemtámadási szerződést a Domíniumnal, és ezzel egy időben megkezdődik a bajori személyzet evakuálása az állomásról. A Domínium harci gépezete mozgásba lendül, a közös jem'hadar-kardassziai flotta útnak indul Deep Space Nine felé, ám az állomás csak magára számíthat, a Csillagflotta egyelőre meg nem nevezett okból nem küld erősítést. Mikor Martok hajója, a Rotarran találkozik a Domínium-flotta előőrsével, Dax a Defianttal még mindig az aknazár telepítését végzi, és az állomásnak mindenáron fel kell tartóztatnia addig a támadókat, míg a művelet be nem fejeződik. Az állomás az első két támadást derekasan állja, és sikerül elég időt biztosítaniuk Daxnak az aknamező letelepítéséhez, majd, mikor a Domínium első támadási hullámához további hajók csatlakoznak, Sisko elrendeli az állomás kiürítését. A Csillagflotta-személyzetet a Defiant és a Rotarran evakuálja, miután a kapitány tájékoztatta őket: azért nem kaptak támogatást az ostrom alatt, mert ugyanebben az időben egy közös klingon-Föderációs flotta sikeres csapást mért a Domínium Alfa kvadránsbeli legnagyobb hajógyárára. |                                              |